# Norr-Hemsjön
Norr-Hemsjön är en sjö i Sundsvalls kommun i Medelpad och ingår i Selångersåns huvudavrinningsområde. Sjön har en area på 0,109 kvadratkilometer och ligger 206 meter över havet. Sjön avvattnas av vattendraget Fängsjöbäcken.

## Delavrinningsområde
Norr-Hemsjön ingår i det delavrinningsområde (693489-155842) som SMHI kallar för Utloppet av Norr-Hemsjön. Medelhöjden är 237 meter över havet och ytan är 1,05 kvadratkilometer. Räknas de 4 avrinningsområdena uppströms in blir den ackumulerade arean 10,09 kvadratkilometer. Fängsjöbäcken som avvattnar avrinningsområdet har biflödesordning 3, vilket innebär att vattnet flödar genom totalt 3 vattendrag innan det når havet efter 37 kilometer. Avrinningsområdet består mestadels av skog (80 procent). Avrinningsområdet har 0,11 kvadratkilometer vattenytor vilket ger det en sjöprocent på 10,6 procent.